# Ралица (Тырговиштская область)
Ралица (болг. Ралица) — село в Болгарии. Находится в Тырговиштской области, входит в общину Тырговиште. Население составляет 272 человека (2022).

## Политическая ситуация
Кмет (мэр) общины Тырговиште — Красимир Митев Мирев (инициативный комитет) по результатам выборов в правление общины.